# Góry Ałdańskie

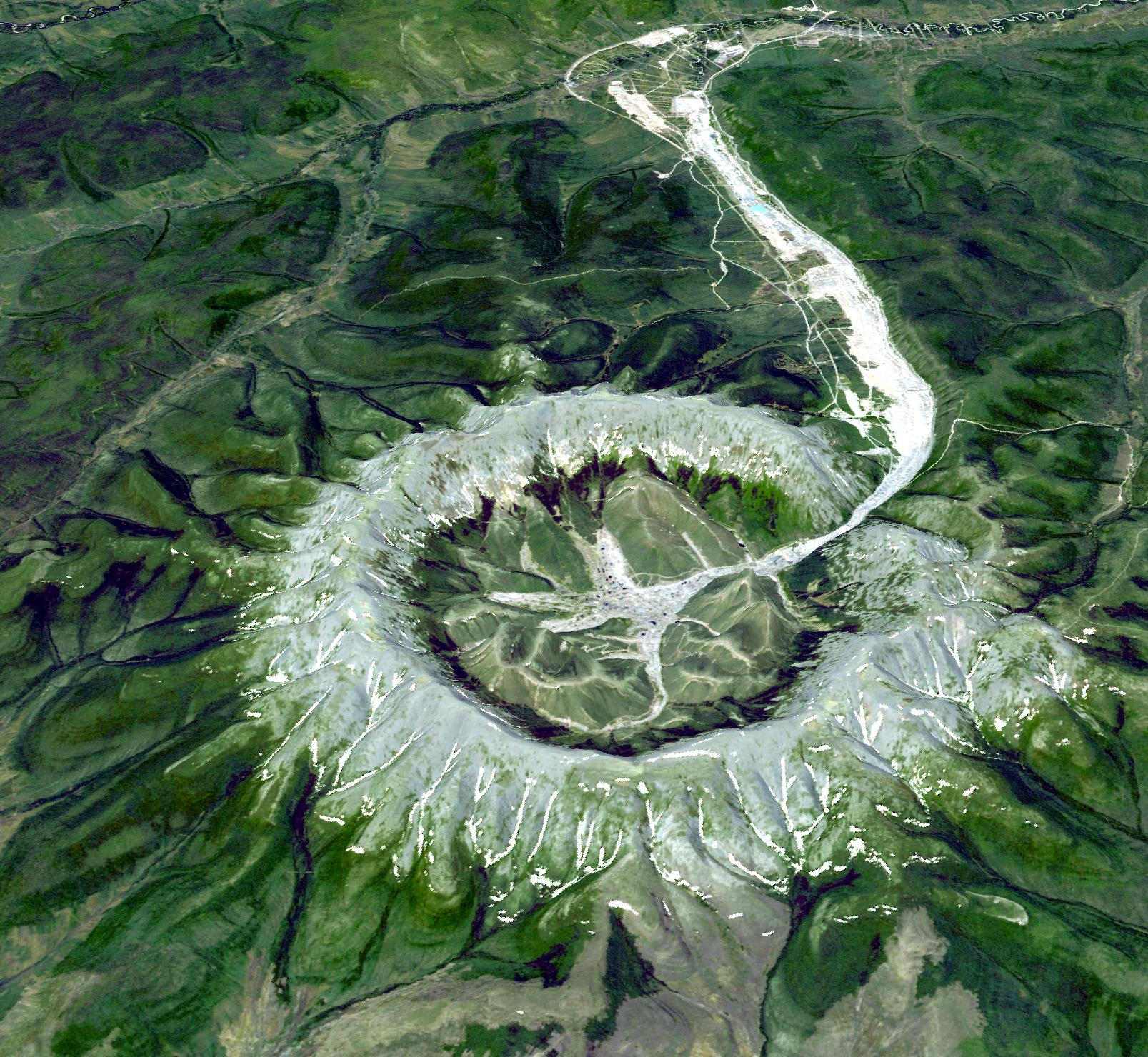
Masyw Kondjor

Góry Ałdańskie, Wyżyna Ałdańska (ros. Алданское нагорье) – góry w azjatyckiej części Rosji, w Jakucji.
Leżą na północ od Pasma Stanowego, na południe od Płaskowyżu Nadleńskiego, w dorzeczu górnego Ałdanu. Część zachodnia o charakterze wyżynnym, średnia wysokość 800–1000 m n.p.m. W części wschodniej wyższe pasma, średnia wysokość 1400–2000 m n.p.m.; maksymalna 2306 m n.p.m. w pasmie Sunnagyn. Zbudowane z gnejsów i łupków. Rozcięte głębokimi dolinami rzek (dopływów Ałdanu i Amgi). Porośnięte tajgą modrzewiową (do wys. 1300 m n.p.m.), wyżej tundra górska.
Wydobycie węgla kamiennego (ośr. – Czulman; Południowojakuckie Zagłębie Węglowe), rud żelaza (Południowoałdańskie Zagłębie Rud Żelaza), miki, złota (złoto i platyna występują m.in. w masywie Kondjor).
Główne miasta: Ałdan, Tommot, Czulman.
Część gór zajmuje Rezerwat Olokiemski.